# Cerodontha mixta
Cerodontha mixta är en tvåvingeart som beskrevs av Zlobin 1984. Cerodontha mixta ingår i släktet Cerodontha och familjen minerarflugor.
Artens utbredningsområde är Tadzjikistan. Inga underarter finns listade i Catalogue of Life.